# سندرم گرستمن
سندرم گرستمن یک اختلال عصبی روانشناختی است که با مجموعه‌ای از علائم گوناگون مشخص می‌شود که نشان‌دهنده وجود یک ضایعه معمولاً در نزدیکی محل اتصال لوب‌های گیجگاهی و آهیانه‌ای یا در نزدیکی شکنج زاویه‌دار است. سندرم گرستمن به طور معمول با آسیب به لوبول جداری تحتانی نیمکره غالب همراه است. به طور کلاسیک به عنوان یک اختلال نیمکره چپ در نظر گرفته می‌شود، اگرچه آسیب نیمکره راست نیز با ویژگی‌های این سندرم مرتبط است.

نام این سندرم از عصب شناس یهودی اتریشی الاصل آمریکایی، جوزف گرستمن گرفته شده است.